# Cassytha pondoensis
Cassytha pondoensis är en lagerväxtart som beskrevs av Adolf Engler. Cassytha pondoensis ingår i släktet Cassytha och familjen lagerväxter. Utöver nominatformen finns också underarten C. p. schliebenii.